# Leopoldo Villaamil
Leopoldo Villaamil fue un pintor español de la segunda mitad del siglo XIX.

## Biografía
Pintor al que alguna fuente hace natural de la provincia de Orense y otra considera un «pintor lucense», fue discípulo en Madrid de Francisco Van-Halen y de la Escuela superior de Pintura. Presentó en la Exposición Nacional de Bellas Artes de 1864 un Estudio de árboles, del natural. En la de Santiago de 1875 expuso: Viaducto de la Chanca (al lápiz), Dos perros de caza, Dos liebres muertas, Dos aves muertas, Cabeza de pilluelo y Una aldeana (estudios del natural al óleo). En la de León de 1876 Una vieja y Una aldeana joven. En la de La Coruña de 1878 presentó Tipos del país lugués, Un día de mercado en Lugo y San Carlos Borromeo dando la comunión a unos enfermos. En la de Pontevedra de 1880 Un bodegón y varios estudios. También fueron de su mano Un pastorcillo en actitud contemplativa, que perteneció a los condes de Pardo Bazán, y numerosos retratos. Hay obra suya en el Museo Provincial de Lugo.